# Rebutia kariusiana
Rebutia kariusiana Wessner, 1963, es una especie fanerógama perteneciente a la familia de las Cactaceae. Actualmente es un sinónimo de Rebutia minuscula var. minuscula.

## Distribución
Es endémica de  Argentina. Es una especie muy poco común y solo ha sido encontrada en el norte del país, en la  provincia de Salta.

## Descripción
Es una planta perenne carnosa, globosa de color verde armada de espinos  y  con las flores de color rosa.